# Episodi di Il commissario Köster (seconda stagione)
La seconda stagione della serie televisiva Il commissario Köster è stata trasmessa in prima visione negli Germania da ZDF dal 27 gennaio 1978.
| n. | Titolo originale         | Titolo italiano        | Prima TV Germania | Prima TV Italia |
| -- | ------------------------ | ---------------------- | ----------------- | --------------- |
| 1  | Erkältung im Sommer      | Una coppia modello     | 27 gennaio 1978   |                 |
| 2  | Nachtmusik               | Musica notturna        | 17 febbraio 1978  | 8 agosto 1986   |
| 3  | Ein Koffer               | La valigia             | 17 marzo 1978     | 18 luglio 1986  |
| 4  | Ein unkomplizierter Fall | Un caso molto semplice | 21 aprile 1978    |                 |
| 5  | Bumerang                 | Intrighi pericolosi    | 19 maggio 1978    | 25 luglio 1986  |
| 6  | Zeugenaussagen           | Testimonianze          | 23 giugno 1978    |                 |
| 7  | Der Pelikan              | Il pellicano           | 21 luglio 1978    |                 |
| 8  | Die Sträflingsfrau       | La donna del carcerato | 11 agosto 1978    | 11 luglio 1986  |
| 9  | Die Kolonne              | L'enciclopedia         | 08 settembre 1978 | 20 giugno 1986  |
| 10 | Der schöne Alex          | Il bell'Alex           | 6 ottobre 1978    |                 |
| 11 | Die Rache                | Vendetta               | 3 novembre 1978   |                 |
| 12 | Der Spieler              | Il giocatore           | 24 novembre 1978  |                 |
| 13 | Marholms Erben           | Gli eredi di Marholm   | 29 dicembre 1978  |                 |

## Una coppia modello
- Titolo originale: Erkältung im Sommer
- Diretto da: Alfred Vohrer
- Scritto da: Oliver Storz
- Interpreti: Siegfried Lowitz - Erwin Köster, Michael Ande - Heymann, Henning Schlüter - Hans Millinger, Jan Hendriks - Martin Brenner, Anaid Iplicjian - Renate Assenau, Helmuth Lohner - Rolf Assenau, Christian Quadflieg - Micheal Bannert, Charlotte Kerr - Talkmasterin, Werner Schnitzer - Talkmaster

### Trama
Il commissario, raffreddato in piena estate, indaga sul tentato omicidio di una coppia di ballerini.

### Colonna sonora
- Bill Haley & His Comets, Rock Around the Clock
- Eumir Deodato, Also Sprach Zaratustra
- Peter Thomas Sound Orchestra, Der Stoff aus dem die Traume sind
- Alfred Hause & His Orchestra, Jalousie

## Musica notturna
- Titolo originale: Nachtmusik
- Diretto da: Helmuth Ashley
- Scritto da: Herbert Lichtenfeld
- Interpreti: Siegfried Lowitz - Erwin Köster, Michael Ande - Heymann, Henning Schlüter - Hans Millinger, Jan Hendriks - Martin Brenner, Hellmut Lange - Gregor Kerner, Maria Sebaldt - Eleonore Kerner, Alexander Kerst - Fritz Huckner, Kornelia Boje - Frau Huckner, Horst Naumann - Anton Petzold, Emily Reuer - Brigitte Petzold, Andreas Seyferth - Arno Kerner, Katerina Jacob

### Trama
Il rampollo di una famiglia benestante si procura denaro rubando nelle case dei ricchi ospiti mentre ascoltano musica da camera nella casa di famiglia.

### Colonna sonora
- Wolfgang Amadeus Mozart, quartetto per archi
- Ludwig van Beethoven, Sonata per pianoforte n. 23

## La valigia
- Titolo originale: Ein Koffer
- Diretto da: Michael Braun
- Scritto da: Karl Heinz Willschrei
- Interpreti: Siegfried Lowitz - Erwin Köster, Michael Ande - Heymann, Henning Schlüter - Hans Millinger, Jan Hendriks - Martin Brenner

### Trama
Il commissario indaga sull'omicidio di un uomo che precedentemente aveva fatto un viaggio in treno dalla Jugoslavia e aveva preso in custodia una valigia per conto di un passeggero dello stesso scompartimento.

### Colonna sonora
- Boney M, Ma Baker

## Un caso molto semplice
- Titolo originale: Ein unkomplizierter Fall
- Diretto da: Dietrich Haugk
- Scritto da: Leopold Ahlsen
- Interpreti: Siegfried Lowitz - Erwin Köster, Michael Ande - Heymann, Henning Schlüter - Hans Millinger, Jan Hendriks - Martin Brenner

### Trama
Il commissario indaga sull'omicidio di una prostituta in un locale notturno.

## Intrighi pericolosi
- Titolo originale: Bumerang
- Diretto da: Alfred Vohrer
- Scritto da: Alfred Vohrer
- Interpreti: Siegfried Lowitz - Erwin Köster, Michael Ande - Heymann, Henning Schlüter - Hans Millinger, Jan Hendriks - Martin Brenner

### Trama
Il commissario indaga sulla morte di una donna nel suo appartamento.

### Colonna sonora
- Frank Duval, Sorry to Leave You

## Testimonianze
- Titolo originale: Zeugenaussagen
- Diretto da: Theodor Grädler
- Scritto da: Herbert Rosendorfer
- Interpreti: Siegfried Lowitz - Erwin Köster, Michael Ande - Heymann, Henning Schlüter - Hans Millinger, Jan Hendriks - Martin Brenner

### Trama
Il commissario indaga sulla morte di una persona ritrovata in un solaio di una casa.

## Il pellicano
- Titolo originale: Der Pelikan
- Diretto da: Johannes Schaaf
- Scritto da: Jan Gutova
- Interpreti: Siegfried Lowitz - Erwin Köster, Michael Ande - Heymann, Henning Schlüter - Hans Millinger, Jan Hendriks - Martin Brenner

### Trama
Il commissario, rientrando la sera tardi a casa a piedi, si imbatte in una donna che sta tentando di suicidarsi. La donna nasconde qualcosa.

### Colonna sonora
- John Williams, El Colibrì

## La donna del carcerato
- Titolo originale: Die Sträflingsfrau
- Diretto da: Alfred Vohrer
- Scritto da: Oliver Storz
- Interpreti: Siegfried Lowitz - Erwin Köster, Michael Ande - Heymann, Henning Schlüter - Hans Millinger, Jan Hendriks - Martin Brenner

### Trama
Un carcerato accusato di crimine sessuale viene rilasciato. Lo attende la moglie.

## L'enciclopedia
- Titolo originale: Die Kolonne
- Diretto da: Günter Gräwert
- Scritto da: Bruno Hampel
- Interpreti: Siegfried Lowitz - Erwin Köster, Michael Ande - Heymann, Henning Schlüter - Hans Millinger, Jan Hendriks - Martin Brenner

### Trama
Un ospite di un hotel viene trovato morto nella sua stanza con il cranio sfondato.

### Colonna sonora
- Donna Summer, I Feel Love
- Boney M, Ma Baker

## Il bell'Alex
- Titolo originale: Der schöne Alex
- Diretto da: Theodor Grädler
- Scritto da: Maria Matray
- Interpreti: Siegfried Lowitz - Erwin Köster, Michael Ande - Heymann, Henning Schlüter - Hans Millinger, Jan Hendriks - Martin Brenner, Christine Wodetzky - Vera Mathiesen, Thekla Carola Wied - Alice Sellow, Gerd Baltus - Werner Sellow, Götz George - Alex Bergemann

### Trama
Un uomo affascinante ha relazioni con più donne, ma viene avvelenato.

### Colonna sonora
- Frank Duval, Todesengel

## Vendetta
- Titolo originale: Die Rache
- Diretto da: Dietrich Haugk
- Scritto da: Detlef Müller
- Interpreti: Siegfried Lowitz - Erwin Köster, Michael Ande - Heymann, Henning Schlüter - Hans Millinger, Jan Hendriks - Martin Brenner

### Trama
Un omicidio plurimo viene commesso in una casa a seguito di una rapina violenta.

## Il giocatore
- Titolo originale: Der Spieler
- Diretto da: Zbynek Brynych
- Scritto da: Volker Vogeler
- Interpreti: Siegfried Lowitz - Erwin Köster, Michael Ande - Heymann, Henning Schlüter - Hans Millinger, Jan Hendriks - Martin Brenner

### Trama
A seguito di una rapina violenta il commissario indaga su un viveur.

### Colonna sonora
- Richard Clayderman, Ballade pour Adeline
- Raymond Lefèvre, Sonata al chiaro di Luna
- Leonard Cohen, Suzanne

## Gli eredi di Marholm
- Titolo originale: Marholms Erben
- Diretto da: Alfred Vohrer
- Scritto da: Bruno Hampel
- Interpreti: Siegfried Lowitz - Erwin Köster, Michael Ande - Heymann, Henning Schlüter - Hans Millinger, Jan Hendriks - Martin Brenner

### Trama
Una donna vede una scacchiera in vetrina da un antiquario, informa il commissario per un vecchio caso di omicidio-eredità.